# جيه. ريتشاردز
جيه. ريتشاردز (بالإنجليزية: J. August Richards)‏ هو ممثل أمريكي، ولد في 28 أغسطس 1973 بواشنطن العاصمة في الولايات المتحدة.

## أعمال

### مسلسلات
- آنجل
- جاغ
- موردر
- ميامي
- عملاء شيلد

## وصلات خارجية
- جيه. ريتشاردز على موقع IMDb (الإنجليزية)
- جيه. ريتشاردز على موقع ألو سيني (الفرنسية)
- جيه. ريتشاردز على موقع أول موفي (الإنجليزية)
- جيه. ريتشاردز على موقع قاعدة بيانات الفيلم (الإنجليزية)
- جيه. ريتشاردز على موقع كينوبويسك (الروسية)